# Noreña
Noreña és un conceyu, una parròquia i una entitat de la Comunitat Autònoma del Principat d'Astúries. Situat al centre de la regió, està dividit en tres parròquies, que comprenen només nou nuclis de població: la capital municipal i vuit nuclis més, cap d'ells amb més de 30 habitants.

## Organització política-administrativa
El concejo de Noreña es divideix en tres parròquies, que coincideixen amb les parròquies de caràcter religiós (es detallen entre parèntesis) i són les següents: 
- Celles (San Juan de Celles): San Andrés, La Felguera, La Carril, Serrapicón, La Braña, Otero i La Perera.
- Noreña (Santa María de Noreña): Noreña.
- Santa Marina (Santa Marina): La Pasera.

El concejo es troba adscrit al partit judicial de Siero.
Aquest concejo no té registre civil i els veïns han de dirigir-se al de Siero, igual que ho fan els de Bimenes, Sariegu i el mateix Siero.

## Política
Amb l'arribada de la democràcia, la UCD va començar a governar a Noreña en la persona de Rafael Junquera García, primer alcalde democràtic. A partir de 1980 la política de Noreña es va centrar en l'alcalde Aurelio Quirós Argüelles, que va governar durant 25 anys amb diferents partits polítics caracteritzades per ésser de tendència asturianista (CAS, URAS i Unión Noreñense Independiente (UNI)). El curt període d'alcalde per part del popular Miguel Ángel Fuente Calleja va ser rellevat per César Movilla Anta, de la UNI.
Amb el pas dels anys els partits asturianistes en Noreña comencen a perdre poder en el concejo. En els gràfics que segueixen es pot observar el canvi polític que es produïx en el concejo a partir de 1995. A grans trets es pot veure com els dos grans partits estatals, PP i PSOE, comencen a guanyar representació al concejo.
| Mandato     | Alcalde                     | Partido                |
| ----------- | --------------------------- | ---------------------- |
| 1975 - 1980 | Rafael Junquera García      | UCD                    |
| 1980 - 2005 | Aurelio Quirós Argüelles    | CDS - CAS - URAS - UNI |
| 2005 - 2005 | Miguel Ángel Fuente Calleja | PP                     |
| 2005 -      | César Movilla Anta          | UNI - PSOE             |

| Assignació d'escons a les eleccions municipals |      |      |      |      |      |      |
| Partido                                        | 1987 | 1991 | 1995 | 1999 | 2003 | 2007 |
| PSOE                                           | 3    | 2    | 2    | 3    | 3    | 5    |
| PP                                             | 2    | 2    | 2    | 1    | 3    | 5    |
| IU                                             | 1    | 1    | 1    | 1    | 1    | 2    |
| CDS                                            | 5    | 6    |      |      |      |      |
| CA                                             |      |      | 6    |      |      |      |
| URAS/PAS                                       |      |      |      | 6    | 0    | 1    |
| UNI                                            |      |      |      |      | 4    |      |
| Total                                          | 11   | 11   | 11   | 11   | 11   | 13   |

## Norenyencs il·lustres
| - Rodrigo Álvarez de Asturias. - Enrique Rodríguez Bustelo. - Dionisio Cuesta Olay. - Juan Gonzalo Álvarez Arrojo. - Francisco Alperi Cuesta, conegut com a «Pachu». - Juan Delclos Canadell. | - Constantino Junquera Bobes. - Justo Rodríguez Fernández. - Francisco Pérez Carreño. - Juan Vigil Escalera. - Pedro Alonso Bobes. - Alonso Marcos de Llanes Argüelles. | - Fray Alonso de Noreña. - Fray Jerónimo de Noreña. - Alonso del Portillo Noreña. - Alejandro Ortea Nachón. - Alberto Colunga, O. P. |